# 청소년활동진흥센터

## 개요

### 설립근거
```
- 법적근거: 
청소년활동진흥법 제7조
(지방청소년활동진흥센터의 설치 등), 
제8조
(청소년활동 정보의 제공 등),
            
제9조
(학교와의 협력 등)
- 2021년 
지역청소년활동정책 진흥사업 운영지침
(여성가족부)
```

### 사업목적
```
- 청소년활동자원 개발 및 지원을 통한 
지역중심 청소년활동 활성화

- 지역, 중앙과의 
연계,협력
을 통한 
전국적 청소년활동 지원 체계 구축
```

### 추진방향
```
- 
청소년활동 진흥
을 위한 시,도 
청소년활동정책 전달 중심기관
으로서 역할 수행
- 시,도 청소년활동진흥센터 사업은 
제7조제2항에 규정된 사업을 중심
으로 
지역의 특성화
된 청소년활동 활성화
- 청소년 활동의 지역적 
수요를 반영
한 탄력적인 사업 운영
```

## 청소년활동진흥사업

### 1. 청소년활동 현장 역량 증진 지원
```
- 1-1 청소년지도자 교육훈련
   1-1-1. 맞춤형 직무교육
   1-1-2. 현장 학습활동 지원
- 1-2 청소년활동 기관운영지원
   1-2-1. 프로그램 개발 및 지원
   1-2-2. 동아리 연합활동 운영지원
```

### 2. 청소년활동 정책개발 및 실행지원
```
- 2-1 정책개발 및 제도화 지원
   2-1-1. 청소년활동 정책개발 및 실행지원
- 2-2 정책사업 실행 지원
   2-2-1. 청소년수련활동인증제 운영지원
   2-2-2. 청소년수련활동신고제 운영지원
   2-2-3. 청소년자원봉사 활성화
   2-2-4. 청소년성취포상제 운영지원
```

### 3. 청소년 정보자원 관리 및 서비스
```
- 3-1 청소년활동 정보 제공
   3-1-1. 청소년활동 정보 서비스 제공
- 3-2 인지도 제고
   3-2-1. 청소년활동 인지도 제고
```

### 4. 청소년활동 정책수행 인프라 관리
```
- 4-1 청소년활동진흥센터 전문화
   4-1-1. 활동진흥센터 운영전략관리
- 4-2 청소년활동 네트워크 구축
   4-2-1. 청소년활동 네트워크 구축
```

### 5. 수탁사업
```
- 청소년참여위원회, 청소년활동안전관리지원 등
```

## 시·도 청소년활동진흥센터

### 서울청소년활동진흥센터
```
- 주    소: 서울시 동작구 여의대방로20길 61(신대방동, 서울특별시립청소년활동진흥센터)
- 대표전화: 02-849-0404
```

#### 업무
```
- 기획운영팀: 사업계획, 성과관리, 홍보, 정보, 자체평가 등
- 정책개발팀: 프로그램 개발 보급, 청소년성취포상제, 요구조사, 역량개발, 방과후 등
- 활동안전팀: 청소년자원봉사, 청소년수련활동인증제, 청소년수련활동신고제, 청소년활동안전관리지원 
- 활동협력팀: 청소년의회, 청소년참여위원회, 청소년코디네이터 등
```

### 부산청소년활동진흥센터
```
- 주    소: 
부산광역시
 
동구
 중앙대로 311
- 대표전화: 051-852-3461~2
```

#### 업무
```
- 기획운영팀: 대한민국청소년박람회, 프로그램 개발 보급, 청소년어울림마당, 동아리연합회 등
- 활동협력팀: 전략기획, 연계협의회, 청소년참여위원회 및 연합활동, 정보 등
- 활동안전팀: 청소년성취포상제, 청소년수련활동인증제, 청소년수련활동신고제, 청소년활동안전관리지원 등
```

### 대구청소년활동진흥센터
```
- 주    소: 대구광역시 중구 중앙대로 81길 66-5 (종로1가 83-1)
- 대표전화: 053-659-6210
```

#### 업무
```
- 기획운영팀: 요구조사, 직무교육, 동아리지원, 어울림마당, 청소년참여, 홍보사업 등
- 활동협력팀: 네트워크, 자기주도봉사활동, 워크숍 등
- 활동안전팀: 청소년수련활동신고제, 동아리연합회, 청소년성취포상제, 정보제공, 청소년자원봉사, 역량강화, 청소년활동안전관리지원, 청소년수련활동인증제, 프로그램 개발 보급 등
```

### 인천청소년활동진흥센터
```
- 주    소: 인천광역시 남동구 남동대로 769 (구월동), 3층
- 대표전화: 032-833-8057~9
```

#### 업무
```
- 기획운영팀: 청소년성취포상제, 직무교육, 청소년자원봉사, 문화마당, 지도자 동아리 정책캠프 등
- 활동협력팀: 네트워크, 청소년의회, 정책개발, 요구조사, 동아리연합회, 프로그램개발 보급 등
- 활동안전팀: 국제교류, 인지도제고, 청소년수련활동인증제, 청소년수련활동신고제, 정보서비스, 청소년활동안전관리지원 등
```

### 광주청소년활동진흥센터
```
- 주    소: 광주광역시 동구 독립로 226번길 13-3 (흥사단회관 2층, 예전주소 수기동 5-4번지)
- 대표전화: 062-234-0755~6
```

#### 업무
```
- 기획운영팀: 현장컨설팅, 맞춤형교육, 학습활동지원 등
- 활동협력팀: 정책개발, 청소년자원봉사, 프로그램 개발 보급, 홍보, 미디어, 청소년교육, 네트워크, 정보수집 등
- 활동안전팀: 청소년성취포상제, 청소년수련활동인증제, 청소년활동안전관리지원, 청소년수련활동신고제, 동아리, 청소년참여위원회 등
```

### 대전청소년활동진흥센터
```
- 주    소: 대전광역시 서구 둔산대로(만년동) 201 평송청소년문화센터 3층
- 대표전화: 042-488-0924~5, 0732~3
```

#### 업무
```
- 기획운영팀: 정책개발, 홍보, 정보제공 등
- 활동협력팀: 청소년자원봉사, 동아리, 요구조사, 프로그램 개발 보급 등
- 활동안전팀: 청소년수련활동신고제, 청소년성취포상제, 청소년참여위원회, 방과후아카데미, 네트워크, 청소년활동안전관리지원, 청소년수련활동인증제, 청소년수련활동신고제 등
```

### 울산청소년활동진흥센터
```
- 주    소: 울산광역시 남구 대공원로 84 가족문화센터 A동 3층
- 대표전화: 052-227-0606
```

#### 업무
```
- 기획운영팀: 정책개발, 청소년참여위원회, 프로그램개발 보급, 요구조사, 동아리, 어울림마당 등
- 활동협력팀: 네트워크, 직무교육, 청소년자원봉사, 정보, 홍보, 역량개발 등
- 활동안전팀: 국제교류, 지도자대회, 청소년성취포상제, 청소년수련활동인증제, 청소년수련활동신고제, 청소년활동안전관리지원 등
```

### 세종청소년활동진흥센터
```
- 주    소: 세종특별자치시 마음로 284
- 대표전화: 044-864-7935
```

#### 업무
```
- 기획운영팀: 네트워크, 역량강화 등
- 활동협력팀: 청소년성취포상제, 청소년자원봉사, 동아리 등
- 활동안전팀: 청소년활동안전관리지원, 청소년수련활동인증제, 청소년수련활동신고제 등
```

### 경기청소년활동진흥센터
```
- 주    소: 경기도 수원시 장안구 송원로 55 3층
- 대표전화: 031-232-9383-5
```

#### 업무
```
- 기획운영팀: 기관지원, 정보네트워크 등
- 활동협력팀: 청소년자원봉사, 청소년참여위원회, 청소년성취포상제 등
- 활동안전팀: 동아리연합회, 정책개발, 방과후아카데미, 홍보, 청소년활동안전관리지원, 청소년수련활동인증제, 청소년수련활동신고제 등
- 북부활성화: 북부교류, 경기도 봉사활동, 북부 동아리 등
```

### 강원청소년활동진흥센터
```
- 주    소: (본원)강원도 원주시 중앙로 89 원주시민복지센터 4F/ (분소)강원도 강릉시 종합운동장길 72-21 강릉시청소년수련관 2F 
- 대표전화: (본원)033-731-3704~4704/ [강릉분소] 033-641-3990
```

#### 업무
```
- 기획운영팀: 요구조사, 정보, 홍보, 청소년자원봉사 등
- 활동협력팀: 통일캠프, 청소년참여위원회, 프로그램개발보급, 직무교육, 지역동아리연합회 등
- 활동안전팀: 청소년수련활동인증제, 청소년수련활동신고제, 청소년활동안전관리지원, 청소년성취포상제 등
- 강릉분소: 청소년성취포상제, 청소년수련활동인증제, 청소년수련활동신고제, 청소년활동안전관리지원, 청소년자원봉사, 청소년성취포상제, 홍보, 정보 등 
```

### 충북청소년활동진흥센터
```
- 주    소: 충북 청주시 상당구 대성로 103(충북도청 제3별관) 2층
- 대표전화: 043-220-6821~2
```

#### 업무
```
- 기획운영팀: 정책개발, 청소년참여위원회 등
- 활동협력팀: 기관/사업 운영지원, 청소년자원봉사, 동아리, 역량개발, 네트워크, 청소년성취포상제 등
- 활동안전팀: 네트워크, 개발보급, 홍보, 정보제공, 청소년수련활동인증제, 청소년수련활동신고제, 청소년활동안전관리지원 등
```

### 충남청소년활동진흥센터
```
- 주    소: 충남 천안시 서북구 서부대로 766 (두정동 진암빌딩 3,4층)
- 대표전화: 041-562-9003
```

#### 업무
```
- 기획운영팀: 네트워크, 프로그램 개발 보급, 리더 양성 프로젝트 등
- 활동정책팀: 연구조사, 청소년자원봉사, 청소년참여위원회, 청소년수련활동인증제, 청소년수련활동신고제, 청소년활동안전관리지원 등
- 교류역량팀: 청소년 국제교류, 지도자 역량, 청소년성취포상제, 동아리, 어울림마당 등
```

### 전북청소년활동진흥센터
```
- 주    소: 전북 전주시 완산구 전주천동로 264 JK 사이언스 2층
- 대표전화: 063-232-0479
```

#### 업무
```
- 기획운영팀: 정책수립, 정책개발, 청소년성취포상제, 청소년참여위원회, 요구조사 등
- 활동협력팀: 동아리, 학교연계, 홍보, 정보, 프로그램 개발 보급, 청소년자원봉사, 어울림마당 등
- 활동안전팀: 역량강화, 청소년수련활동인증제, 청소년수련활동신고제, 청소년활동안전관리지원 등
```

### 전남청소년활동진흥센터
```
- 주    소: 전남 무안군 삼향읍 어진누리길30 전남여성가족재단 4F
- 대표전화: 061-280-9002
```

#### 업무
```
- 기획운영팀: 정책개발, 동아리연합, 학습활동, 정보, 청소년자원봉사, 프로그램 개발 보급, 어울림마당 등
- 활동협력팀: 네트워크, 청소년수련활동인증제, 청소년수련활동신고제, 직무교육, 청소년자원봉사, 청소년참여위원회, 홍보, 청소년활동안전관리지원 등
```

### 경북청소년활동진흥센터
```
- 주    소: 경상북도 안동시 축제장길 20
- 대표전화: 054-850-1004
```

#### 업무
```
- 활동정책팀: 청소년성취포상제, 청소년참여위원회 등
- 활동안전팀: 청소년수련활동인증제, 청소년수련활동신고제, 청소년활동안전관리지원, 수탁사업 등
- 활동협력팀: 동아리 지원, 역량강화, 학교연계, 청소년자원봉사, 정보, 홍보, 프로그램 개발 보급 등
```

### 경남청소년활동진흥센터
```
- 주    소: 경남 창원시 의창구 사림로45번길 59 청소년관
- 대표전화: 055-711-1355
```

#### 업무
```
- 활동협력팀: 네트워크, 방과후아카데미, 지도자 교육훈련, 청소년자원봉사, 홍보, 청소년참여위원회 등
- 활동안전팀: 청소년성취포상제, 정보수집관리, 청소년활동안전관리지원, 청소년수련활동인증제, 청소년수련활동신고제, 동아리, 어울림 마당 등
```

### 제주청소년활동진흥센터
```
- 주    소: 제주특별자치도 제주시 구남로 7길 4 (이도2동)
- 대표전화: 064-751-5041~3
```

#### 업무
```
- 기획운영팀: 정책개발, 운영지원, 청소년참여기구 등
- 활동협력팀: 직무교육, 국제교류, 프로그램 발굴 보급, 네트워크, 홍보, 정보제공, 청소년자원봉사 등
- 활동안전팀: 청소년성취포상제, 국제교류, 청소년수련활동신고제, 청소년수련활동인증제, 청소년활동안전관리지원, 동아리, 어울림 마당 등
```